# André Vianco
André Ferreira da Silva conocido por el seudónimo literario André Vianco es un escritor brasileño nacido en São Paulo y educado en Osasco. Sus obras de temática sobrenatural mezclan terror, suspense, fantasía y romance en historias normalmente relacionadas con los vampiros. A pesar de que sus obras no tratan exclusivamente sobre vampiros, éstos suelen ser los principales protagonistas de sus obras. André investiga en fuentes variadas, tomando leyendas del folclore mundial.
Actualmente vive en Osasco, está casado y tiene tres hijas.

## Biografía
Antes de adoptar Vianco como su sobrenombre artístico, homenajeando a la ciudad de Osasco -el apellido procede de la calle Dona Primitiva Vianco- André comenzó a escribir profesionalmente como guionista para la radio Jovem Pan en la sección de humor. Se convirtió en redactor para el departamento de periodismo en la radio y trabajó en ella durante dos años.
El propio autor reconoce su afición por la lectura, especialmente por Stephen King y Eiji Yoshikawa. Cuenta que se decidió a escribir no por un libro en particular, sino por un interés general. 
En 1999, tras ser despedido de su empleo en una empresa de tarjetas de crédito, André utilizó sus ahorros para producir 1000 copias de su primer best-seller, Os Sete. En el año 2000 promovió personalmente su libro en librerías y editoriales. En el año 2001 la editorial Novo Século se interesó en su trabajo y reeditó el libro. Desde entonces ha continuado escribiendo varias novelas.
Os Sete deriva directamente de su primera novela, O Senhor da Chuva (El Señor de la Lluvia) (1998), y aunque la historia está relacionada directamente con ángeles y demonios, el autor creó un personaje vampiro que aparece en un plano secundario. A partir de entonces André decidió escribir una novela con los vampiros como protagonistas. Finalmente su idea derivaría hacia Os Sete (Los Siete) (1999). Tras el éxito de esta novela ha continuado publicando varios libros de temática vampírica, alternando con otros elementos sobrenaturales.